# Elson Brechtefeld
Elson Edward Viney-Bartel Brechtefeld (2 marzo 1994) è un sollevatore nauruano.

## Carriera
Nel 2009, Brechtefeld si affaccia alle competizioni internazionali a soli 16 anni partecipando ai Mini-Giochi del Pacifico vincendo tre medaglie d'argento nella categoria 56 kg, alle spalle del figiano Manueli Tulo. Nel 2010 prende parte alla prima edizione dei Giochi olimpici giovanili a Singapore ed è il sollevatore più giovane della sua categoria a competere ai Giochi del Commonwealth di Nuova Delhi, classificandosi nono.

Ai Giochi del Pacifico 2011 di Numea, si colloca sui tre podi contemplati per la categoria 56 kg conquistando un argento e due bronzi e lo stesso successo ha avuto nei Campionati giovanili del Commonwealth di Città del Capo. Due anni dopo, ai Mini-Giochi del Pacifico di Mata Utu è terzo nei 69 kg, medesima categoria con cui si è presentato ai Mondiali juniores di Lima. Nel 2014 partecipa nella categoria 62 kg ai Giochi del Commonwealth di Glasgow, finendo tredicesimo, mentre l'anno seguente, ai Giochi del Pacifico 2015, guadagna una medaglia d'argento. Il maggior traguardo internazionale è stata la qualificazione ai Giochi olimpici di Rio de Janeiro 2016, occasione in cui non è andato oltre il quindicesimo posto, ma in cui è stato portabandiera della delegazione nazionali nel corso della cerimonia d'apertura della manifestazione. Nel triennio successivo ha partecipato all'edizione australiana dei Giochi del Commonwealth, ai Giochi asiatici indoor di Aşgabat - che hanno inglobato per la prima volta membri dell'ONOC, vinto la medaglia d'oro ai Giochi del Pacifico 2019 e partecipato al primo Mondiale seniores a Pattaya nei 61 kg.
Dal 2010 ha preso parte a tutte le edizioni dei campionati oceaniani di disciplina finendo quasi sempre sul podio di categoria.

## Palmarès
| Anno | Manifestazione       | Sede         | Evento | Risultato | Prestazione |
| ---- | -------------------- | ------------ | ------ | --------- | ----------- |
| 2010 | Campionati oceaniani | Suva         | 56kg   | Bronzo    | 202         |
| 2011 | Campionati oceaniani | Darwin       | 56kg   | Argento   | 217         |
| 2011 | Giochi del Pacifico  | Numea        | 56kg   | Bronzo    | 215         |
| 2012 | Campionati oceaniani | Apia         | 56kg   | Argento   | 217         |
| 2013 | Campionati oceaniani | Brisbane     | 56kg   | Oro       | 259         |
| 2014 | Campionati oceaniani | Le Mont-Dore | 62kg   | 4º        | 240         |
| 2015 | Giochi del Pacifico  | Port Moresby | 56kg   | Argento   | 220         |
| 2016 | Campionati oceaniani | Suva         | 56kg   | Argento   | 225         |
| 2017 | Campionati oceaniani | Gold Coast   | 56kg   | Argento   | 233         |
| 2018 | Campionati oceaniani | Le Mont-Dore | 62kg   | Argento   | 248         |
| 2019 | Giochi del Pacifico  | Apia         | 55kg   | Oro       | 215         |